# Abraxas abrasata
Abraxas abrasata är en fjärilsart som beskrevs av W. Warren 1898. Abraxas abrasata ingår i släktet Abraxas och familjen mätare. Inga underarter finns listade i Catalogue of Life.